# Max Weber (Künstler)

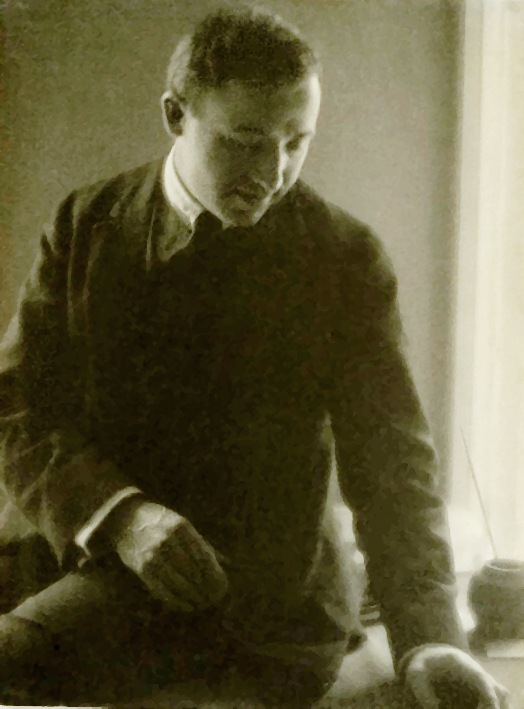
Max Weber (Künstler)

Max Weber (geboren 18. April 1881 in Belostok, Russland; gestorben 4. Oktober 1961 in Great Neck, NY) war ein US-amerikanischer Maler und Bildhauer.

## Leben
Max Weber wanderte im Jahr 1891 zusammen mit seinen streng jüdischen Eltern nach Brooklyn, NY in die Vereinigten Staaten aus. Dort besuchte er von 1898 bis 1900 das Pratt Institute, wo er in Kunst und Design unterrichtet wurde. Im Jahre 1905 studierte er in Paris an der Académie Julian zusammen mit Jean-Paul Laurens, hiernach an der Académie de la Grande Chaumière und der Académie Colarossi. Er machte Bekanntschaft mit Henri Rousseau, schloss sich dem Kreis um Henri Matisse an und lernte 1907 Pablo Picasso kennen. 1909 kehrte er in die USA zurück. Ab 1912 wandte sich sein Malstil dem Kubismus zu. 1913 nahm Weber an der Armory Show in New York teil. 1955 wurde er in die American Academy of Arts and Letters gewählt.